# Oxacis pallida
Oxacis pallida är en skalbaggsart som först beskrevs av Leconte 1854.  Oxacis pallida ingår i släktet Oxacis och familjen blombaggar. Inga underarter finns listade i Catalogue of Life.